# Mar de amor
Mar de amor una telenovela mexicana producida por Nathalie Lartilleux Nicaud para Televisa en el año 2009. Una historia original de Delia Fiallo, adaptación de la telenovela venezolana de 1978 María del Mar producida por Venevisión. 
Protagonizada por Zuria Vega y Mario Cimarro, coprotagonizada por Mariana Seoane y Arturo Carmona. Asimismo, con Ninel Conde, Marcelo Córdoba, Manuel Landeta, Renata Flores y Amairani en los roles antagónicos. Contó además con las actuaciones estelares de los primeros actores Juan Ferrara, Norma Herrera, Erika Buenfil, Raquel Olmedo, Sergio Reynoso, Ignacio López Tarso y María Sorté.

## Argumento
Para Estrella Marina (Zuria Vega), la vida es como el mar, llena de peligros y maldad, pero también es luchar y salir adelante, por eso, sus sueños y el amor por los suyos la mantienen fuerte ante cualquier marea que quiera derrumbarla. Lejos de su padre, esta humilde pescadora ha sufrido por el trastorno que padece la loca Casilda (Erika Buenfil), su madre, quien quedó en este estado tras ser violada por Guillermo (Juan Ferrara), un adinerado hombre que vive atormentado por su pecado. Desde ese momento, la loca Casilda vaga entre los pueblos sin rumbo alguno. Sin embargo, a falta de sus padres, Estrella recibió el abrigo de sus humildes padrinos, quienes la han criado desde pequeña.
En su afición por estudiar, aprendió a leer y mediante los libros, conoció el amor, un amor mágico que Víctor Manuel Galíndez (Mario Cimarro) le ha ido transmitiendo mediante sus obras…
El famoso escritor vive desde hace años viajando por diferentes rumbos, escribiendo a la vez sus múltiples aventuras como marinero…Pero un día, el destino y la fatalidad se cruzan en su camino, al conocer a una extraña mujer que le roba el corazón desde el primer momento, una relación tormentosa que desata una increíble pasión entre Víctor Manuel y Coral (Ninel Conde), de quien no sabe nada más que eso, su nombre. Sin embargo, esta relación termina cuando el marinero se entera de que la extraña mujer murió en un trágico accidente.
Devastado y sintiéndose culpable por la muerte de Coral, Víctor Manuel regresa a Playa Escondida, el pueblo donde creció. Hundido en el alcohol, intenta olvidar sus penas pero nunca imaginó que entre tanta oscuridad, encontraría una estrella que le devolvería el brillo a su vida.
Estrella Marina reconoce al autor que le hizo vivir el amor en sus sueños. Muy emocionada, decide ayudar al marinero, quien, en un comienzo, no acepta que Estrella entre en su corazón, pero con la ternura de la humilde pescadora, Víctor Manuel queda rendido de amor por ella…
Sin embargo, comienzan a aparecer problemas para Estrella, pues León Parra Ibáñez (Manuel Landeta) quiere construir un complejo hotelero y para llevar a cabo sus planes, tiene que desalojar a todos los pescadores que viven en Playa Escondida y comprarle las tierras que le pertenecen a Víctor Manuel Galíndez, con lo cual, su caprichosa hija Oriana (Mariana Seoane) se encarga de seducir al escritor para que éste acceda a venderle sus terrenos a León.
En medio de una oscura noche, regresa la loca Casilda al pueblo. Llena de rencor y venganza hacia los que hicieron daño, intenta suicidarse entrando en medio del mar, pero logran rescatarla, ahora cuando Estrella necesita trabajar para curar a su madre, por lo que entra a casa de León Parra Ibáñez como sirvienta. Al verla, León queda impactado con su gran belleza y quiere hacerla suya, mientras, Oriana solo se encarga de hacerle la vida imposible. En esta casa, Guillermo Briceño se encariña con Estrella, para, más tarde, enterarse de que ella la hija que abandonó años atrás con su madre. Ahogado en una profunda depresión, él le confiesa a Estrella que es quien le causó tanto daño a Casilda, por ende, su padre.
El amor entre Estrella y Víctor Manuel comienza a verse debilitado ya que tras las intrigas de los Parra Ibáñez, un terrible día Víctor Manuel cree ver a Estrella teniendo relaciones con León. En venganza, él se enreda con Oriana ante los ojos de Estrella. Dolida y con el corazón destrozado por todo lo que ha vivido, Estrella se lleva a Casilda a la capital para curarla del trastorno que padece, a su vez, huyendo del desamor de Víctor Manuel y la presencia de su padre.
Una vez en la capital, conoce al mejor psiquiatra, Hernán Irazábal (Marcelo Córdoba), quien se enamora perdidamente de ella. Víctor Manuel se entera de que todo fue una trampa de Oriana y León y decide buscar a Estrella, pero es cuando regresa aquella enigmática mujer que lo enamoró en el pasado. Coral arrojada por el mar, sin tener recuerdo alguno, incluso, sin reconocer a Víctor Manuel. Él, sintiéndose culpable por la situación de Coral, decide ayudarla, cuando, en realidad, ella solo quiere permanecer a su lado para conquistarlo y disfrutar de su riqueza.
Hernán ayuda a Casilda a curarse, mientras que, protege a una indefensa y decepcionada Estrella, quien, comienza a sentir afecto por el psiquiatra debido a todas las atenciones que él tiene hacia ella. El tiempo pasa y Hernán convierte a Estrella en una mujer exitosa. Mientras, Coral logra retener a su lado a Víctor Manuel alegando estar trastornada y no saber nada de su pasado, sin tener a alguien que la socorra.
El camino para Estrella parece verse libre de problemas. Guillermo le entrega su herencia, dejando en la ruina a una arrepentida Oriana y un furioso León. Su madre, Casilda, se cura de su trastorno y un maravilloso hombre que la corteja y que ha sido como un ángel en su vida, la ha ayudado a superarse, Estrella ahora una gran empresaria.
Sin embargo, el pasado regresa a sus días, pues llega a manos de Hernán el caso de Coral, con ella, un Víctor Manuel que no deja de buscar a Estrella. Hernán trata de evitar que ambos se reencuentren pero inevitable, las olas llegan a su cauce y los caminos se vuelven a cruzar. Una Estrella cambiada se encuentra ante un Víctor Manuel arrepentido y atado a una Coral trastornada, quien está dispuesta a quitar de su camino a quien estorbe en sus planes, un León lleno de venganza dispuesto a acabar con Estrella por haberlo dejado sin sus riquezas, un Guillermo que suplica el perdón de su hija, pero también, una Oriana arrepentida y una curada Casilda quienes serán el paño de lágrimas de la confundida Estrella, que no sabe si elegir al que la ayudó a levantarse o al hombre que le rompió sus ilusiones pero a quien ama con todo el corazón…
Solamente el verdadero lazo de amor entre Víctor Manuel y Estrella Marina podrá resistir las intrigas de Coral, la venganza de León y los celos de Hernán, solamente luchando porque el destino no los separe y así puedan quedarse juntos, verán que el amor también como el mar, generoso, noble y muy profundo.

## Elenco
- Zuria Vega - Estrella Marina Briceño
- Mario Cimarro - Víctor Manuel Galíndez Garabán
- Mariana Seoane - Oriana Parra-Ibáñez Briceño
- Manuel Landeta - León Parra-Ibáñez
- Marcelo Córdoba - Hernán Irazábal
- Ninel Conde - Catalina "Coral" Mijares
- Erika Buenfil - Casilda
- Juan Ferrara - Guillermo Briceño
- Arturo Carmona - Santos Nieves
- Raquel Olmedo - Luz Garabán
- Norma Herrera - Violeta
- Ignacio López Tarso - El Mojarras
- María Sorté - Aurora de Ruiz
- Sergio Reynoso - Antonio Ruiz
- Patsy – Lucía Galíndez
- Amairani - Federica Martínez
- Tatiana - Isolda
- Victoria Díaz - Mercedes Alcalá
- Florencia de Saracho - Elena "Elenita" Parra-Ibáñez Briceño
- Nicolás Mena - Jorge Parra-Ibáñez Garabán
- Mar Contreras - Roselia
- Yuliana Peniche - Reyna
- Georgina Salgado - Esperanza Ruiz
- Renata Notni - Carmen "Carmita" Bracho
- Ramón Valdez Urtiz - Salvador Ruiz.
- Juan Ángel Esparza - Oswaldo Ascanio
- Elsa Cárdenas - Luciana viuda de Irazábal
- Arlette Pacheco - Maura Larroja
- Elizabeth Dupeyrón - Mística
- Claudia Ortega - Silvia
- Claudia Silva - Inés Lombardo
- Renata Flores - Simona
- Beatriz Monroy - Crisanta
- Gerardo Albarrán - Roberto Oduver / Ricardo Oduver
- Ernesto Faxas - Gustavo
- Javier Ruán - Bracho
- Toño Infante - Tiburón
- Rodrigo Nehme - Lorenzo Garabán
- Mauricio Mejía - Marco Tulio Plaza
- Marco Méndez - David Bermúdez
- Adrián Martiñón - Martín
- Amor Flores - Chom
- Yirelka Yeraldine - Tránsito
- Óscar Feretti - Padre Zamorita
- Aleyda Gallardo - Rita
- Evelyn Zavala - Abril
- Erick Fernando - Tilico
- Rosángela Balbó - Estefanía Peralta
- Queta Lavat - Alfonsina Zapata
- Rafael del Villar - Enrique
- Luis Bayardo - Juez Moncada
- Juan Carlos Bonet - Abogado de León
- Marius Biegai - Gerente Mía
- Fernando Estrada - Dr. Ángel Sánchez
- Jaime Lozano - Licenciado Espinoza
- Sebastián Dopazo - Licenciado Prado
- Hugo Macías Macotela - Juez
- Juan Ignacio Aranda - Fiscal
- Rafael Origel - Secretario del Juez
- José Antonio Ferral - Ministerio Público
- Esteban Franco - Abogado de Salvador

## Salida de Mario Cimarro
A dos días de finalizar las grabaciones de la telenovela, el actor cubano Mario Cimarro fue despedido de la producción, cuando le quedaban aún más de 40 escenas por grabar. Dichas escenas fueron modificadas con otros personajes dentro de la trama. Cabe resaltar, que Cimarro grabó el final de la trama en Campeche, antes de su retiro.

## Premios y nominaciones

### Premios TVyNovelas 2011
| Categoría            | Nominado/a   | Resultado |
| -------------------- | ------------ | --------- |
| Mejor primera actriz | María Sorté  | Nominada  |
| Mejor primer actor   | Juan Ferrara | Nominado  |
| Mejor actriz juvenil | Renata Notni | Nominada  |
| Mejor tema musical   | Fanny Lu     | Nominada  |

## Versiones
- Una nueva versión de la telenovela venezolana María del Mar, realizada en 1978 por la cadena Venevisión bajo la dirección de Daniel Farías. Protagonizada por Consuelo Rodríguez Álvarez y Arnaldo André.